# Boy Kills World
Boy Kills World ist ein dystopischer Action-Thriller von Moritz Mohr. In dem violenten Film spielt Bill Skarsgård in der Titelrolle einen gehörlosen Kampfsportler, der sich von dem Dschungel, in dem er aufwuchs, in die Stadt begibt und dort Rache für die Ermordung seiner Familie übt. Boy Kills World feierte im September 2023 beim Toronto International Film Festival seine Premiere. Der US-Kinostart erfolgte Ende April 2024. Ende September 2024 soll der Film in Deutschland als Blu-ray veröffentlicht werden.

## Handlung
In einer dystopischen Zukunft wird die Welt von der Diktatorin Hilda van der Koy regiert. Sie hat eine Tradition ins Leben gerufen, bei der jedes Jahr auf Neue bei einer Veranstaltung mit dem Titel „The Culling“ politisch aufsässige Bürger auf Leben und Tod in Gladiatorenkämpfe geschickt werden, die das Volk im Fernsehen verfolgen kann.
In einem Jahr werden eine Mutter und ihre Tochter Mina für die Kämpfe ausgewählt und getötet. Zurück bleibt deren Bruder, dem Hilda van der Koys Leute die Zunge herausschnitten und sein Trommelfell zerstörten. Ein Schamane nimmt den gehörlosen Waisenjungen daraufhin unter seine Fittiche und nennt ihn einfach Boy. Er wird sein Mentor, zieht ihn im Dschungel groß und trainiert ihn in Kampfkünsten. 
Jahre später ist aus Boy ein junger Mann geworden, von seiner Physis her zwar leicht zu unterschätzen, eigentlich jedoch eine wahre Kampfmaschine, zu der ihn der Schamane geformt hat, zu einem einzigen Zweck, Hilda van der Koy zu töten. Zur anstehenden jährlichen Keulung begeben sie sich gemeinsam in die Stadt, wo sich Boy zwei Männern namens Basho und Bennie anschließt, die Teil des Widerstandes gegen die jährlichen Keulungen sind. Gemeinsam schwören sie, das gesamte Establishment zu Fall zu bringen, selbst wenn es sie das eigene Leben kosten sollte. Die Ermordung seiner Familie hat Boy nie vergessen, musste er diese doch mitansehen und ist seitdem im Zwiegespräch mit dem Geist seiner toten Schwester.
Um an Hilda van der Koy heranzukommen, muss Boy eine ganze Armee von ihren Handlangern ausschalten, darunter June 27, Hildas Geschwister Gideon und Melanie sowie deren Ehemann Glen.

## Produktion

### Regie, Drehbuch und Finanzierung
„Ich habe die albernen, die lustigen und die seltsamen Sachen schon immer geliebt. [...] Ich mag Scorsese genauso sehr wie jeder andere, aber ich möchte nicht der ‚nächste Scorsese‘ sein. Ich wollte einfach etwas Verrücktes und Lustiges machen.“

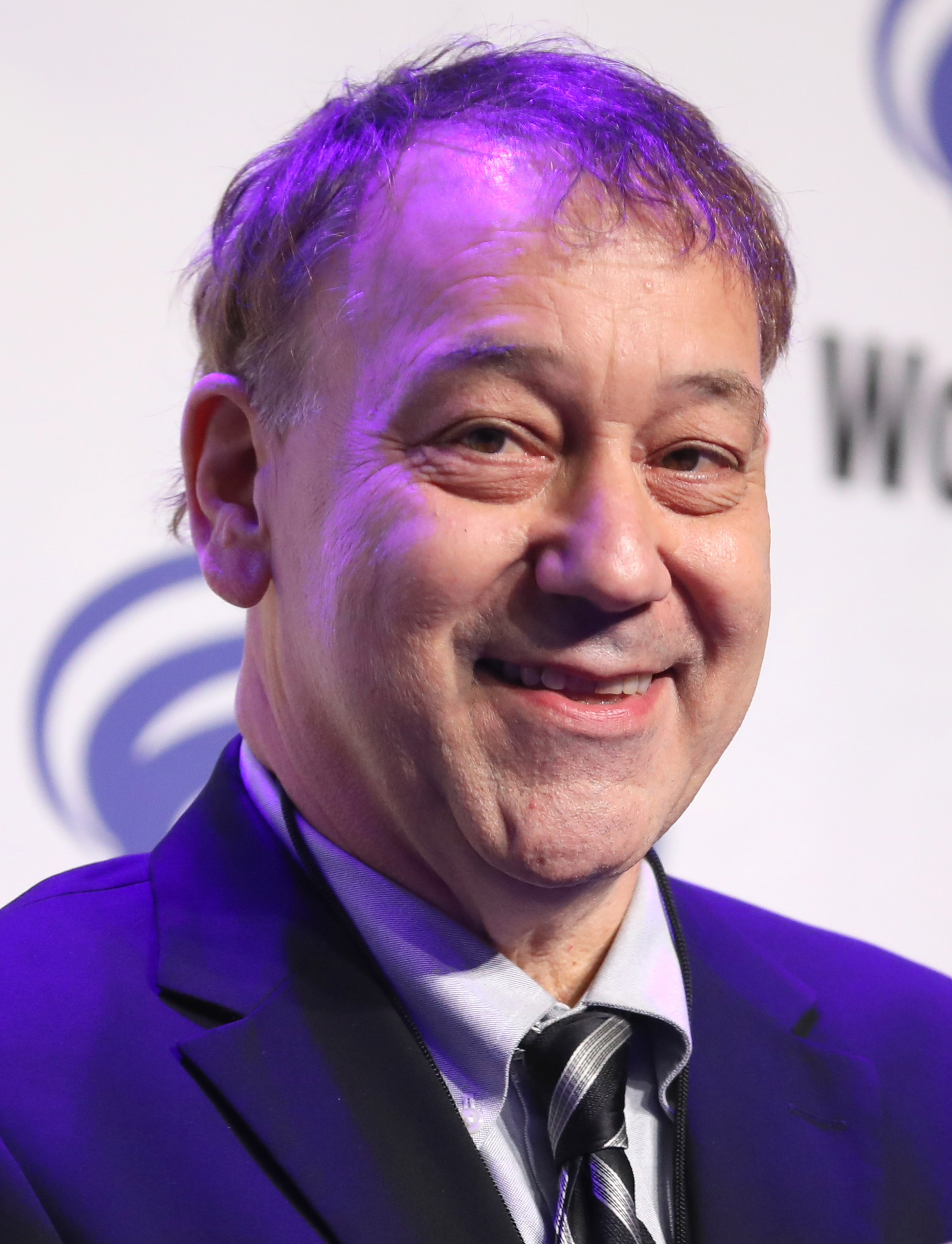
Sam Raimi fungierte als einer der Produzenten des Films

Bei Boy Kills World handelt es sich um das Spielfilmdebüt des deutschen Regisseurs Moritz Mohr. Er ist Absolvent der Filmakademie Baden-Württemberg und der University of California in Los Angeles, lebt in Berlin und führte bei einer Reihe von Werbefilmen Regie. Das Konzept zu Boy Kills World wurde in Deutschland gemeinsam mit dem Produzenten Reza Brojerdi entwickelt, Brojerdi machte den ersten Schritt mit der Produktion des Kurzfilms. Das Drehbuch schrieben Arend Remmers und Tyler Burton Smith. Die Macher beschreiben ihren Film als eine Mischung aus John Wick, Deadpool und Kill Bill. Boy Kills World beginnt mit einer Animation, die zeigt, wie sich die Welt in eine postapokalyptische Höllenlandschaft verwandelt und Hilda van der Koy die jährliche Tradition „The Culling“ ins Leben gerufen hat.
Er habe die albernen, die lustigen und die seltsamen Sachen schon immer geliebt, so Mohr und wollte einfach etwas Verrücktes und Lustiges machen. Er war von Takashi Miikes blutigen Filmen und von dem Slapstick-Horror in Sam Raimis Evil-Dead-Trilogie begeistert. So entwickelte er gemeinsam mit Raimi Productions seinen hypergewalttätigen Rachethriller, der gleichzeitig eine Komödie ist, in deren Mittelpunkt mit Boy eine gehörlose Kampfkünstler-Tötungsmaschine steht, deren innerer Monolog als Off-Kommentar zu hören ist. Andere Inspirationen für Boy Kills World waren verschiedene B-Movies und Action-Videospiele wie Mortal Kombat. Die im Film erzählte Geschichte ist an Kung-Fu-Filme der alten Schule aus den 1970er Jahren angelehnt, in denen ein Meister seinen Schüler als ein Instrument der Rache ausbildet.
Neben Raimi zählen Simon Swart und Wayne Fitzjohn von Nthibah Pictures, Dan Kagan, Alex Lebovici, Roy Lee, Zainab Azizi und Stuart Manashil zu den Finanziers Produzenten des Films.

### Besetzung, Choreografie und Dreharbeiten

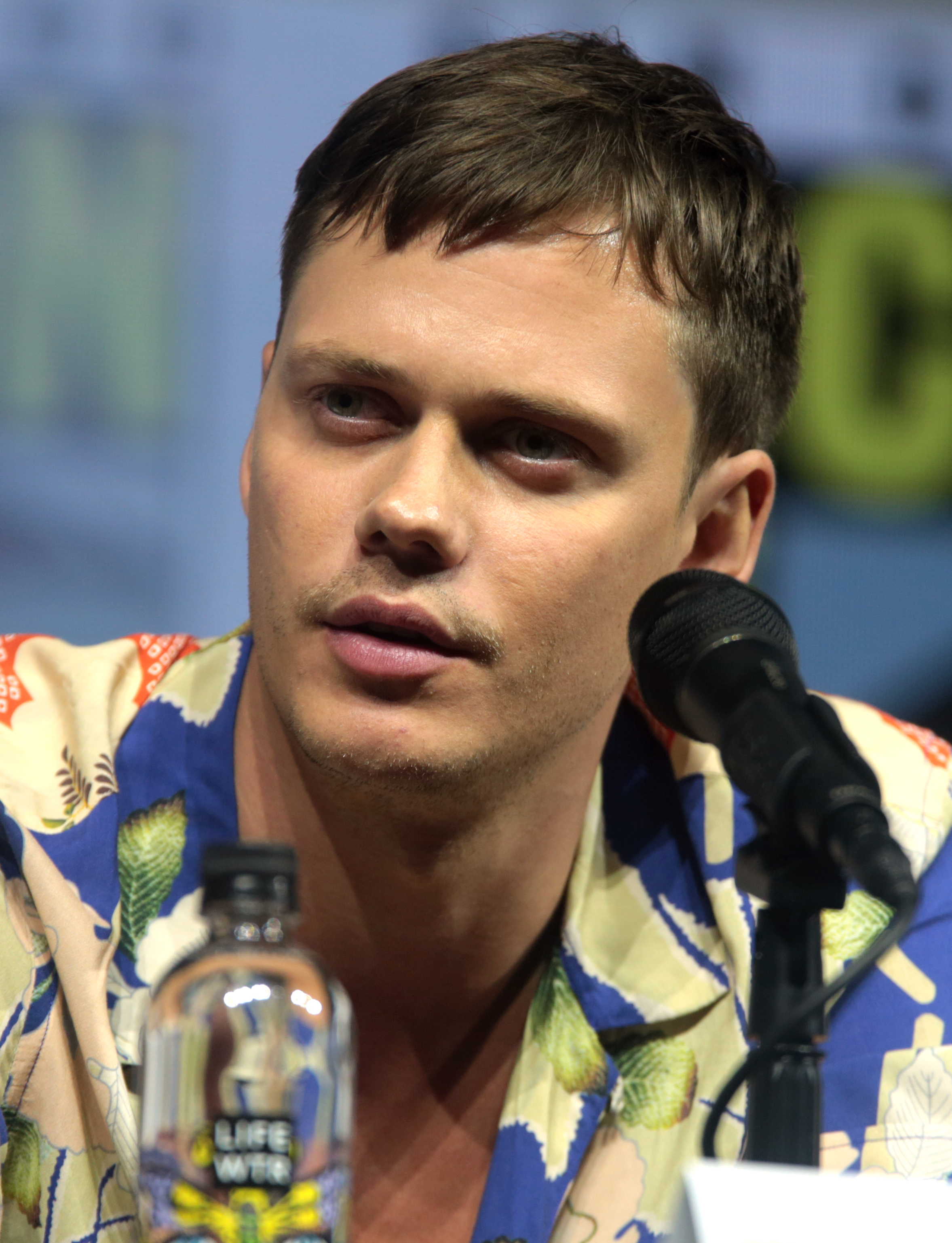
Bill Skarsgård spielt in der Titelrolle den auf Rache sinnenden Boy

Der Schwede Bill Skarsgård, bekannt für Filme wie Im Weltraum gibt es keine Gefühle und Es, spielt in der Titelrolle Boy. Als Junge wird er von den Zwillingen Cameron und Nicholas Crovetti gespielt. H. Jon Benjamin leiht ihm bei seinen inneren Monologen seine Stimme. Quinn Copeland spielt den Geist von Boys Schwester Mina. Der indonesische Kampfkünstler Yayan Ruhian, bekannt für die Rolle des Leibwächters Mad Dog in dem Actionfilm The Raid von Gareth Evans, spielt den Schamanen, der den Waisenjungen nach der Ermordung seiner Familie unter seine Fittiche nimmt, sein Mentor wird und in Kampfkünsten trainiert. Der Brite Andrew Koji und der US-Amerikaner Isaiah Mustafa sind in den Rollen von Basho und Benny zu sehen, die Teil des Widerstands gegen die Tradition des „Keulens“ sind, dem Boy sich anschließt. Die Niederländerin Famke Janssen spielt Hilda van der Koy, die die jährliche Tradition des Keulens ins Leben gerufen hat. Brett Gelman und Sharlto Copley spielen Hildas Bruder Gideon und ihren Schwager Glen. Weiter auf der Besetzungsliste befinden sich Jessica Rothe in der Rolle von June 27 und Michelle Dockery als Glens Ehefrau und Hildas Schwester Melanie van der Koy.
Die Kampfszenen choreografierte der Stuntman Dawid Szatarski. In dieser Funktion war er bereits für den Film Kingsman: The Secret Service tätig.
Die Dreharbeiten wurden Mitte Februar 2022 in Kapstadt begonnen, wo die Finanziers Simon Swart und Wayne Fitzjohn von Nthibah Pictures ihren Sitz haben. Dort richteten sich Mohr und seine Crew in einer angemieteten Ausstellungshalle des Good Hope Centre eigens ein Studio ein, in dem die Aufnahmen erfolgten. Der deutsche Kameramann Peter Matjasko arbeitete zuvor mit Thomas Stuber an Herbert und In den Gängen und war für beide Arbeiten in den Jahren 2016 und 2018 für den Deutschen Filmpreis nominiert.

### Synchronisation
Die deutsche Synchronisation entstand nach einem Dialogbuch von Rebecca Molinari und der Dialogregie von Matthias Klimsa im Auftrag der DMT Digital Media Technologie GmbH in Hamburg.

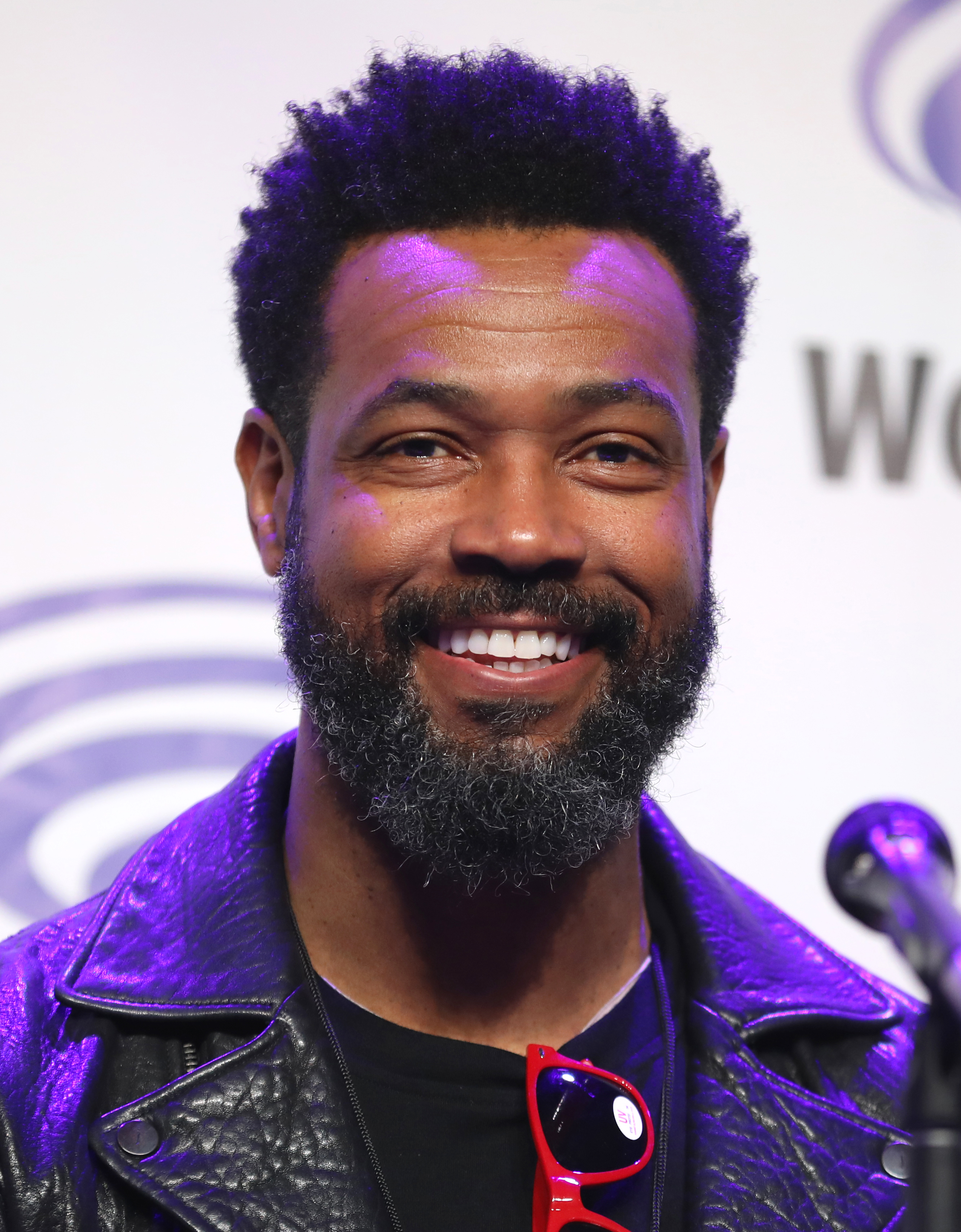
Isaiah Mustafa spielt Benny

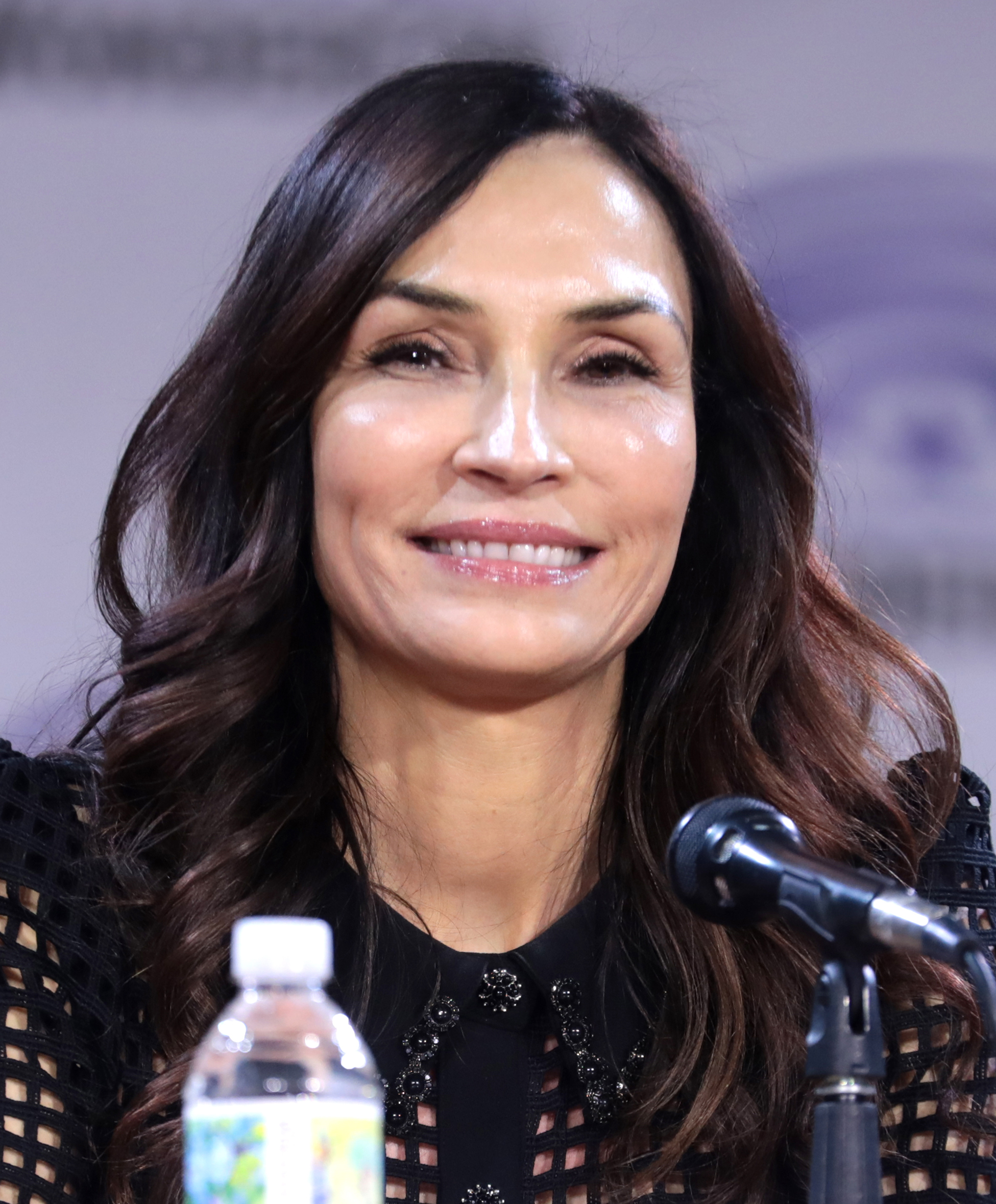
Famke Janssen spielt die Matriarchin Hilda Van Der Koy

| Darsteller        | Synchronsprecher   | Rolle                     |
| ----------------- | ------------------ | ------------------------- |
| Bill Skarsgård    | Ben Küch           | Boy                       |
| Jane de Wet       | Céline Schwarz     | Anna                      |
| Andrew Koji       | Ivo Möller         | Basho                     |
| Dorothy Ann Gould | Gerlinde Dillge    | Beatrice Van Der Koy      |
| Isaiah Mustafa    | Daniel Welbat      | Benny                     |
| Kevin Otto        | Till Endemann      | Darrel                    |
| Brett Gelman      | Robin Brosch       | Gideon Van Der Koy        |
| Sharlto Copley    | Christian Stark    | Glen Van Der Koy          |
| Famke Janssen     | Christin Marquitan | Hilda Van Der Koy         |
| Jessica Rothe     | Jannika Jira       | June27 / Mina Van Der Koy |
| Nicky Rebelo      | Wolfgang Berger    | Kramer                    |
| Michelle Dockery  | Franciska Friede   | Melanie Van Der Koy       |
| Quinn Copeland    | Charlotte Martz    | Mina Van Der Koy (jung)   |
| Yayan Ruhian      | Christian Rudolf   | Der Schamane              |
| (H. Jon Benjamin) | Tetje Mierendorf   | Boy (innere Stimme)       |

### Filmmusik, Marketing und Veröffentlichung
Die Filmmusik komponierte Ludvig Forssell, der erstmals für einen Live-Action-Film tätig war. Das Soundtrack-Album mit 40 Musikstücken wurde am 26. April 2024 von Lakeshore Records als Download veröffentlicht. Am gleichen Tag erschien das zweite Album mit den Songs aus dem Film, darunter Mutantes und Lal Mahal.
Der erste Trailer wurde Ende Juli 2023 vorgestellt. Die Weltpremiere von Boy Kills World fand am 9. September 2023 beim Toronto International Film Festival statt, wo der Film in der Sektion Midnight Madness gezeigt wurde. Im Februar 2024 wurde ein zweiter Trailer veröffentlicht und Anfang April 2024 ein weiterer. Im April 2024 wurde Boy Kills World beim Fantasy Filmfest gezeigt. Der US-Kinostart erfolgte am 26. April 2024. Am 26. September 2024 wird der Film in Deutschland als Blu-ray veröffentlicht.

## Rezeption

### Altersfreigabe
In den USA erhielt der Film von der MPAA ein R-Rating, was einer Freigabe ab 17 Jahren entspricht. In Deutschland erhielt der Film von der FSK keine Jugendfreigabe.

### Kritiken und Einspielergebnis
Von den bei Rotten Tomatoes aufgeführten Kritiken sind 60 Prozent positiv. Immer wieder wurde dabei der kreative und faszinierende Weltaufbau hervorgehoben, der großes Potenzial berge und auch ein Spin-Off denkbar mache.

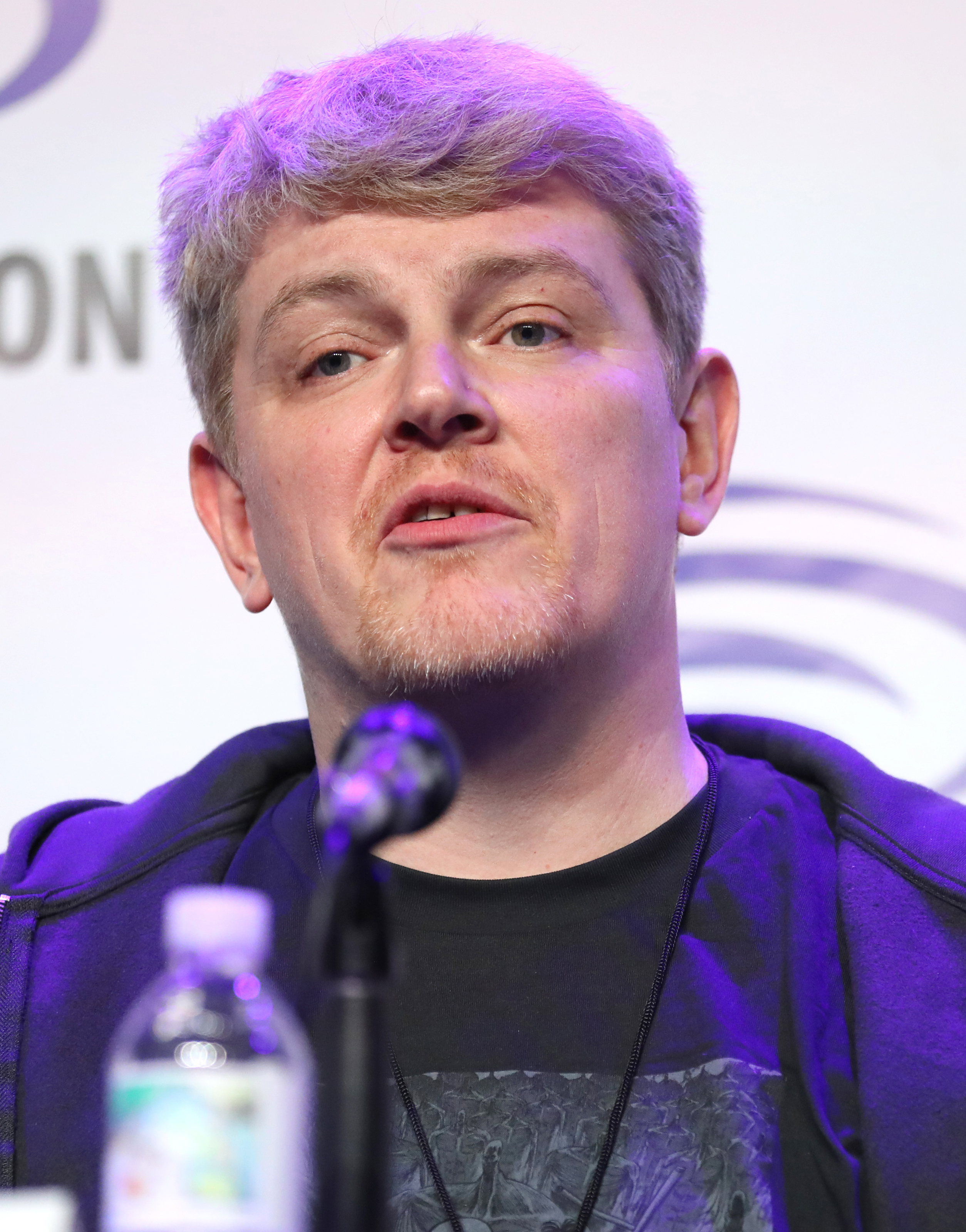
Regisseur Moritz Mohr

Sidney Schering schreibt in seiner Kritik bei Filmstarts, Boy Kills World mische seine zahlreichen Versatzstücke und die unaufdringlichen Popkultur-Referenzen zu einer boshaft-vergnüglichen Gewaltsause, mit der Deadpool und Wolverine erst einmal mithalten müssten. Moritz Mohr wüsste sehr wohl, dass man überqualifizierte Personen nicht verschenken sollte, was er mit der Besetzung des The-Raid-Stars Yayan Ruhian beweise, der als kauziger Schamane  zwar wenig macht, doch wenn er austeilt, dann mächtig.
Catherine Bray beschreibt Boy Kills World im Guardian als eine Mischung aus Comic-Gewalt im Deadpool-Stil, einem Worldbuilding wie bei Die Tribute von Panem und Charakter-Archetypen, die von Animes bis hin zu Videospielen übernommen wurden. Allerdings schaffe es der Film nie ganz, aus dem Schatten seiner verschiedenen Einflüsse herauszutreten. Auch ein paar Rückblenden und Enthüllungen seien zu viel. Bill Skarsgård in der Titelrolle sei jedoch ein besonderes Vergnügen, und die von ihm gespielte taube und stumme Figur habe etwas von einem mörderischen Buster Keaton. In Boy Kills World erbringe er den Beweis, dass er das Zeug zum echten Actionstar hat.
Joseph Tomastik schreibt in seiner Kritik zu der Welt, in der Boy Kills World spielt, diese sei eine wunderbare Mischung aus Retro- und futuristischen Elementen und ermögliche hierdurch etwas bezaubernd Einfaches wie Arcade-Spiele aus den 1980er Jahren. So sei in dem Film jede Art von Umgebung möglich, angefangen beim dichten Dschungel bis zu einer dystopischen Stadt. Es gebe somit keine Regeln, was dieser Welt in der Vergangenheit auch zum Verhängnis wurde. Jede einzelne Kampfszene in Boy Kills World sei herausragend, entweder aufgrund der extremen Brutalität, wegen der bizarren Kreativität oder wegen beidem.
Die weltweiten Einnahmen des Films aus Kinovorführungen belaufen sich auf 3,27 Millionen US-Dollar.